# Popilnea, Snovsk
Popilnea (în ucraineană Попільня) este un sat în comuna Sunîcine din raionul Snovsk, regiunea Cernihiv, Ucraina.

## Demografie
Componența lingvistică a localității Popilnea
     Ucraineană (97,91%)
     Rusă (2,09%)
Conform recensământului din 2001, majoritatea populației localității Popilnea era vorbitoare de ucraineană (97,91%), existând în minoritate și vorbitori de rusă (2,09%).